# Altino Volley 2021-2022
Questa voce raccoglie le informazioni riguardanti l'Altino Volley nelle competizioni ufficiali della stagione 2021-2022.

## Stagione
Nella stagione 2021-22 l'Altino Volley assume la denominazione sponsorizzata di Tenaglia Altino Volley.
Partecipa per la prima volta alla Serie A2 terminando il girone A della regular season di campionato all'undicesimo posto in classifica. Disputa quindi la pool salvezza che chiude all'ottavo posto in classifica retrocedendo in Serie B1.

## Organigramma
Area direttiva
- Presidente: Aniello Papa

Area tecnica
- Allenatore: Luca D'Amico (fino all'11 febbraio 2022), Paolo Collavini (dal 12 febbraio 2022)
- Allenatore in seconda: Aldo Madonna
- Assistente allenatore: Alessia Papa

## Rosa
| N° | Nome                | Ruolo | Data di nascita   | Nazionalità sportiva |
| -- | ------------------- | ----- | ----------------- | -------------------- |
| 1  | Aurora Di Arcangelo | P     | 19 aprile 2001    | Italia               |
| 2  | Beatrice Meniconi   | S     | 30 novembre 1997  | Italia               |
| 3  | Sara Angelini       | C     | 13 ottobre 1989   | Italia               |
| 4  | Martina Spicocchi   | C     | 8 febbraio 1991   | Italia               |
| 5  | Carola Ollino       | S     | 18 marzo 2003     | Italia               |
| 6  | Asya Zingoni        | C     | 27 marzo 1999     | Italia               |
| 7  | Silvia Costantini   | S     | 16 giugno 1992    | Italia               |
| 9  | Alessia Mastrilli   | L     | 20 febbraio 1991  | Italia               |
| 10 | Gaia Natalizia      | L     | 8 marzo 2003      | Italia               |
| 11 | Júlia Kavalenka     | O     | 2 marzo 1999      | Portogallo           |
| 12 | Eleonora Gatto      | P     | 12 settembre 1985 | Italia               |
| 13 | Federica Comotti    | O     | 2 marzo 1999      | Italia               |
| 14 | Debora Olleia       | C     | 20 novembre 2000  | Italia               |
| 17 | Francesca Saveriano | P     | 28 giugno 1993    | Italia               |
| 18 | Monica Lestini      | S     | 13 gennaio 1994   | Italia               |

## Mercato
| Acquisti | Acquisti            | Acquisti        | Acquisti   |
| R.       | Nome                | da              | Modalità   |
| -------- | ------------------- | --------------- | ---------- |
| C        | Sara Angelini       | Hermaea         | definitivo |
| O        | Federica Comotti    | Teatina         | definitivo |
| P        | Aurora Di Arcangelo | Trevi           | definitivo |
| P        | Eleonora Gatto      | -               | definitivo |
| O        | Júlia Kavalenka     | Olimpia Teodora | definitivo |
| L        | Gaia Natalizia      | Imoco           | definitivo |
| S        | Carola Ollino       | Chieri '76      | definitivo |

| Cessioni | Cessioni            | Cessioni             | Cessioni   |
| R.       | Nome                | a                    | Modalità   |
| -------- | ------------------- | -------------------- | ---------- |
| L        | Chiara Abbonizio    | ?                    | ?          |
| C        | Sara Angelini       | Vallecamonica Sebino | definitivo |
| P        | Celeste Di Diego    | Futura Teramo        | definitivo |
| S        | Elisa Graziani      | Argentario           | definitivo |
| O        | Marika Longobardi   | Modica               | definitivo |
| P        | Francesca Saveriano | Soverato             | definitivo |

## Risultati

### Serie A2

#### Girone di andata
| 1ª Giornata - 10 ottobre 2021 PalaGeorge, Montichiari                 | Millenium Brescia | 3 - 0 | Altino           | 25-10, 25-15, 25-20        |
| 2ª Giornata - 17 ottobre 2021 Palazzetto dello Sport, Lanciano        | Altino            | 0 - 3 | Assitec          | 18-25, 23-25, 13-25        |
| 3ª Giornata - 24 ottobre 2021 PalaBorsani, Castellanza                | Futura Giovani    | 3 - 0 | Altino           | 25-22, 25-23, 25-23        |
| 4ª Giornata - 31 ottobre 2021 Palestra Santissima Consolata, Sassuolo | Academy Sassuolo  | 3 - 1 | Altino           | 25-17, 23-25, 25-16, 25-17 |
| 5ª Giornata - 3 novembre 2021 Palazzetto dello Sport, Lanciano        | Altino            | 0 - 3 | Helvia Recina    | 16-25, 22-25, 21-25        |
| 6ª Giornata - 7 novembre 2021 Palazzetto dello Sport, Lanciano        | Altino            | 1 - 3 | Aragona          | 20-25, 19-25, 28-26, 20-25 |
| 7ª Giornata - 14 novembre 2021 Palestra Comunale, Golfo Aranci        | Hermaea           | 3 - 0 | Altino           | 25-18, 25-17, 25-16        |
| 8ª Giornata - 17 novembre 2021 Palazzetto dello Sport, Lanciano       | Altino            | 0 - 3 | Adolfo Consolini | 17-25, 15-25, 15-25        |
| 10ª Giornata - 28 novembre 2021 Palazzetto dello Sport, Lanciano      | Altino            | 1 - 3 | Marsala          | 20-25, 21-25, 25-23, 14-25 |
| 11ª Giornata - 5 dicembre 2021 PalaCosta, Ravenna                     | Olimpia Teodora   | 3 - 0 | Altino           | 25-13, 25-20, 25-14        |

#### Girone di ritorno
| 12ª Giornata - 19 dicembre 2021 Palazzetto dello Sport, Lanciano                  | Altino           | 0 - 3 | Millenium Brescia | 19-25, 18-25, 11-25        |
| 13ª Giornata - 26 dicembre 2021 PalaIaquaniello, Sant'Elia Fiumerapido            | Assitec          | 3 - 1 | Altino            | 25-16, 23-25, 25-18, 25-20 |
| 14ª Giornata - 3 febbraio 2022 Palazzetto dello Sport, Lanciano                   | Altino           | 0 - 3 | Futura Giovani    | 17-25, 15-25, 20-25        |
| 15ª Giornata - 24 febbraio 2022 Palazzetto dello Sport, Lanciano                  | Altino           | 1 - 3 | Academy Sassuolo  | 15-25, 25-22, 21-25, 22-25 |
| 16ª Giornata - 23 gennaio 2022 PalaFontescodella, Macerata                        | Helvia Recina    | 3 - 0 | Altino            | 25-15, 25-17, 25-18        |
| 17ª Giornata - 30 gennaio 2022 PalaMoncada, Porto Empedocle                       | Aragona          | 3 - 0 | Altino            | 25-23, 25-14, 27-25        |
| 18ª Giornata - 6 febbraio 2022 Palazzetto dello Sport, Lanciano                   | Altino           | 0 - 3 | Hermaea           | 18-25, 14-25, 22-25        |
| 19ª Giornata - 13 febbraio 2022 Palazzetto dello Sport, San Giovanni in Marignano | Adolfo Consolini | 3 - 0 | Altino            | 25-21, 25-20, 25-18        |
| 21ª Giornata - 27 febbraio 2022 PalaBellina, Marsala                              | Marsala          | 3 - 0 | Altino            | 25-20, 25-12, 25-18        |
| 22ª Giornata - 13 marzo 2022 Palazzetto dello Sport, Lanciano                     | Altino           | 3 - 1 | Olimpia Teodora   | 25-10, 14-25, 25-20, 25-17 |

#### Pool Salvezza

##### Girone di andata
| 1ª Giornata - 20 marzo 2022 Palazzetto dello Sport, Lanciano    | Altino  | 2 - 3 | Modica      | 25-21, 20-25, 25-23, 16-25, 13-15 |
| 2ª Giornata - 27 marzo 2022 Palazzetto dello Sport, Lanciano    | Altino  | 3 - 1 | Club Italia | 15-25, 27-25, 25-17, 25-23        |
| 3ª Giornata - 2 aprile 2022 Palasport Città di Vicenza, Vicenza | Vicenza | 3 - 1 | Altino      | 25-19, 23-25, 25-17, 25-20        |
| 4ª Giornata - 10 aprile 2022 Palazzetto dello Sport, Lanciano   | Altino  | 0 - 3 | Sicilia     | 23-25, 18-25, 26-28               |

##### Girone di ritorno
| 1ª Giornata - 17 aprile 2022 PalaRizza, Modica                | Modica      | 3 - 2 | Altino  | 21-25, 25-21, 25-21, 19-25, 15-13 |
| 2ª Giornata - 23 aprile 2022 Centro Pavesi, Milano            | Club Italia | 3 - 0 | Altino  | 25-17, 25-21, 25-22               |
| 3ª Giornata - 29 aprile 2022 Palazzetto dello Sport, Lanciano | Altino      | 0 - 3 | Vicenza | 21-25, 19-25, 18-25               |
| 4ª Giornata - 7 maggio 2022 PalaCatania, Catania              | Sicilia     | 3 - 0 | Altino  | 25-15, 25-20, 25-14               |

## Statistiche

### Statistiche di squadra
| Competizione | Punti | In casa | In casa | In casa | In trasferta | In trasferta | In trasferta | Totale | Totale | Totale |
| Competizione | Punti | G       | V       | P       | G            | V            | P            | G      | V      | P      |
| ------------ | ----- | ------- | ------- | ------- | ------------ | ------------ | ------------ | ------ | ------ | ------ |
| Serie A2     | 8     | 14      | 2       | 12      | 14           | 0            | 14           | 28     | 2      | 26     |
| Totale       | -     | 14      | 2       | 12      | 14           | 0            | 14           | 28     | 2      | 26     |

G = partite giocate; V = partite vinte; P = partite perse 

### Statistiche dei giocatori
| Giocatore       | Serie A2 | Serie A2 | Serie A2 | Serie A2 | Serie A2 | Totale | Totale | Totale | Totale | Totale |
| Giocatore       | P        | PT       | AV       | MV       | BV       | P      | PT     | AV     | MV     | BV     |
| --------------- | -------- | -------- | -------- | -------- | -------- | ------ | ------ | ------ | ------ | ------ |
| S. Angelini     | 6        | 30       | 23       | 6        | 1        | 6      | 30     | 23     | 6      | 1      |
| F. Comotti      | 27       | 139      | 121      | 9        | 9        | 27     | 139    | 121    | 9      | 9      |
| S. Costantini   | 9        | 31       | 26       | 5        | 0        | 9      | 31     | 26     | 5      | 0      |
| A. Di Arcangelo | 22       | 21       | 10       | 6        | 5        | 22     | 21     | 10     | 6      | 5      |
| E. Gatto        | 12       | 24       | 8        | 7        | 9        | 12     | 24     | 8      | 7      | 9      |
| J. Kavalenka    | 27       | 386      | 347      | 19       | 20       | 27     | 386    | 347    | 19     | 20     |
| M. Lestini      | 28       | 310      | 282      | 14       | 14       | 28     | 310    | 282    | 14     | 14     |
| A. Mastrilli    | 24       | 1        | 1        | 0        | 0        | 24     | 1      | 1      | 0      | 0      |
| B. Meniconi     | 9        | 10       | 8        | 1        | 1        | 9      | 10     | 8      | 1      | 1      |
| G. Natalizia    | 16       | 1        | 1        | 0        | 0        | 16     | 1      | 1      | 0      | 0      |
| D. Olleia       | 14       | 8        | 4        | 1        | 3        | 14     | 8      | 4      | 1      | 3      |
| C. Ollino       | 25       | 68       | 52       | 5        | 11       | 25     | 68     | 52     | 5      | 11     |
| F. Saveriano    | 6        | 10       | 4        | 2        | 4        | 6      | 10     | 4      | 2      | 4      |
| M. Spicocchi    | 28       | 175      | 146      | 18       | 11       | 28     | 175    | 146    | 18     | 11     |
| A. Zingoni      | 26       | 89       | 65       | 15       | 9        | 26     | 89     | 65     | 15     | 9      |

P = presenze; PT = punti totali; AV = attacchi vincenti; MV = muri vincenti; BV = battute vincenti